# Габин, Карлос
Карлос Габин (исп. Carlos Gabín; 25 ноября 1906 — 1956) — уругвайский баскетболист. Участник летних Олимпийских игр 1936 года, двукратный чемпион Южной Америки 1930 года, серебряный призёр чемпионата Южной Америки 1937 года, бронзовый призёр чемпионата Южной Америки 1935 года.

## Биография
Карлос Габин родился 25 ноября 1906 года.
Играл в баскетбол за «Атенас».
В составе сборной Уругвая трижды выигрывал медали чемпионата Южной Америки: золотую в 1930 году в Монтевидео, бронзовую в 1935 году в Рио-де-Жанейро, серебряную в 1937 году в Чили.
В 1936 году вошёл в состав сборной Уругвая по баскетболу на летних Олимпийских играх в Берлине, занявшей 6-е место. Провёл 6 матчей, очков (по имеющимся данным) не набирал.
Умер в 1956 году.